# گونیو، گرجستان
گونیو (به لاتین: Gonio) یک منطقهٔ مسکونی در گرجستان است که در آجارستان واقع شده‌است. گونیو ۲٬۸۸۶ نفر جمعیت دارد.